# يونا سوندلينغ
يونا سوندلينغ (مواليد 28 ديسمبر 1994) هي لاعبة تزلج ريفي سويدية، فازت بالميدالية الذهبية في أولمبياد 2022.

## وصلات خارجية
- يونا سوندلينغ على موقع الاتحاد الدولي للتزلج (التزلج الريفي) (الإنجليزية)
- يونا سوندلينغ على موقع اللجنة الأولمبية الدولية (الإنجليزية)
- يونا سوندلينغ على موقع أوليمبيديا (الإنجليزية)
- يونا سوندلينغ على موقع اللجنة الأولمبية السويدية (السويدية)